# وقعة المحجاة
وقعة المحجاة معركة وقعت بين أشراف صبيا والحامية العثمانية في المخلاف السليماني, بقيادة الأمير عبدالوهاب بن المهدي القطبي . انتهت المعركة بإجلاء العثمانيين من المخلاف، ورجوع حكم المنطقة إلى الأشراف آل القطبي وآل الخواجي. وذلك عام 955 هـ الموافق 1548م.

## سبب الوقعة
بعد الهزيمة التي تعرضت لها القوات العثمانية في وقعة حنتر، سارع فرحات السكران بالاستنجاد بالقائد العام للقوات العثمانية في
بلاد جنوبي الجزيرة العربية فرهاد باشا، وطلب منه المدد٬ قبل أن يستفحل خطر الأشراف٬ ويخرج المخلاف السليماني على العثمانيين٬ وحتى لا يكون سابقة لتمردات أخرى في المناطق الخاضعة لهم٬ أو ينعكس بصورة سلبية على موقفهم الحربي في بلاد اليمن٬ إذ ربما ينشأ تحالف بين الأشراف والإمام شرف الدين وأبنائه فيتخذون من المخلاف قاعدة لضرب مؤخرة القوات العثمانية في تهامة اليمن أو قطع خطوط إمداداتها من الحجاز.

## الوقعة
سارع فرهاد باشا بمجرد أن وصلته الاستنجادات إلى تدارك الموقف٬ وقد فضل في بادئ الأمر استخدام الطرق السلمية٬ فأرسل إلى أشراف صبيا يدعوهم إلى العودة إلى الطاعة مرة أخرى٬ لكنهم رفضوا الاستجابة اعتقادًا منهم أنهم في موقف القوة والعثمانيين في موقف الضعف مغترين بانتصارهم السابق في وقعة حنتر٬ فأرسل فرهاد باشا حملة عسكرية مددًا لوالي جازان فرحات السكران. ونتيجة لقوة هذه الحملة العسكرية سارع الأشراف آل الخواجي بالاستنجاد بالأمير عبد الوهاب القطبي وولوه القيادة عليهم٬ والتقوا بالقوات العثمانية في المحجاة.

## النتيجة
تمكن الأشراف ومن والأهم  من هزيمتها وقتل قائدها فرحات السكران٬ وأخرجوا القوات العثمانية من المخلاف السليماني٬ ليعود الحكم فيه إلى الأسر المحلية مرة أخرى ممثلاً في الأشراف آل القطبي وآل الخواجي٬ منذ أن استولى عليه الشريف محمد أبو نمي في سنة 943 هـ الموافق 1536م.